# Парламентские выборы в Черногории (2023)
Досрочные парламентские выборы в Черногории состоялись 11 июня 2023 года. Скупщина Черногории была распущена действующим президентом Мило Джукановичем за три дня до первого тура президентских выборов в попытке преодолеть парламентский кризис, проявившийся в неспособности депутатов за десять месяцев назначить премьер-министра и правительство страны.
Наибольшее число голосов на выборах и мандатов в Скупщине получила партия «Европа сейчас!», представляющая сторонников нового президента страны Якова Милатовича. Демократическая партия социалистов Черногории (ДПСЧ) впервые с введения многопартийной системы в 1990 году не смогла получить большинство мест в парламенте.

## Предыстория
Черногория — это парламентская республика со смешанной парламентско-президентской политической системой. Парламент Черногории, называемый Скупщиной, состоит из 81 депутата, избираемых населением каждые четыре года.
Предыдущие парламентские выборы состоялись 30 августа 2020 года. ДПСЧ, правившая страной с 1990 года, ушла в оппозицию, несмотря на то, что смогла получить относительное большинство мест в Скупщине (30 из 81). Правящую коалицию сформировали политические оппоненты ДПСЧ, объединённые в три политических блока: «За будущее Черногории» (27 мандатов) на основе просербского Демократического фронта, «Мир — наша нация» (10 мандатов) на основе проевропейской партии «Демократическая Черногория» и гражданская платформа «Чёрным по белому» (4 мандата) на основе зелёно-либеральной партии «Объединённое реформистское действие». Председателем парламента был назначен Алекса Бечич, лидер партии «Демократическая Черногория».
Партии, вошедшие в новую правящую коалицию, имели мало общего друг с другом, их объединяло только стремление положить конец правлению ДПСЧ. По этой причине было достигнуто соглашение о формировании технического, а не политического правительства, которое будет заниматься первоочередными проблемами, такими как борьба с коррупцией и организованной преступностью, проведение экономических реформ и изменение закона о религиозных общинах, вызвавшего протесты сторонников Сербской православной церкви. При этом правительство должно было воздержаться от внесения изменений в чувствительных областях, таких как национальная идентичность и внешняя политика, направленная на европейскую интеграцию Черногории. 4 декабря 2020 года Скупщина утвердила правительство под руководством представителя блока «За будущее Черногории» Здравко Кривокапича. Лидер партии «Объединённое реформистское действие» Дритан Абазович стал в новом правительстве заместителем премьер-министра. Остальные министры правительства Кривокапича были беспартийными профессионалами-технократами. В СМИ кабинет получил название правительства апостолов: по числу министров и по предполагаемому влиянию в нём Сербской православной церкви. Министром финансов и социального обеспечения в новом кабинете стал Милойко Спаич, а министром экономического развития Яков Милатович. Вместе Милойко Спаич и Яков Милатович разработали и внедряли программу экономических реформ под названием «Европа сейчас», направленных на повышение уровня жизни граждан, в том числе посредством увеличения минимальной заработной платы, уменьшения налогов на доходы и введения прогрессивной шкалы налогообложения. Критики обвиняли министров экономического блока правительства Кривокапича в популизме и неконтролируемом росте государственного долга, использованном для повышения личной популярности.
Ещё до формального утверждения правительства Здравко Кривокапича произошёл первый разлад в новой правящей коалиции. Депутаты просербского Демократического фронта были недовольны формированием технического кабинета и отсутствием в нём представителей фронта в качестве министров. Демократический фронт обвинил Здравко Кривокапича в том, что он предал интересы сербского народа и попал под контроль западных посольств и медиамагнатов. Несмотря на это, во время утверждения правительства Демократический фронт голосовал в поддержку кабинета Кривокапича.
В дальнейшем отношения правительства и просербских политических сил только ухудшались. После увольнения министра юстиции Владимира Лепосавича за то, что он публично сомневался в легитимности Международного трибунала по бывшей Югославии, и принятия 16 июня 2021 года поддержанного правительством закона, запрещающего публичное отрицание факта геноцида в Сребренице, Демократический фронт заявил о прекращении поддержки правительства Здравко Кривокапича. При этом фронт не стал выдвигать вотум недоверия, и правительство Кривокапича несколько месяцев продолжало функционировать без внятной поддержки в парламенте.
17 января 2022 года заместитель премьер-министра Дритан Абазович предложил вынести вотум недоверия правительству Кривокапича, обосновав это тем, что Здравко Кривокапич не способен добиться устойчивой поддержки депутатов и разблокировать работу парламента. Заручившись одобрением некоторых партий правящей коалиции («Объединённого реформистского действия» и Социалистической народной партии) и договорившись с партиями, бывшими в оппозиции (ДСПЧ президента Мило Джукановича, Социал-демократической партией Черногории, Боснякской партией и двумя албанскими партиями «Албанский список» и «Албанская коалиция»), Дритан Абазович получил большинство голосов в Скупщине, которое утвердило новое правительство 28 апреля 2022 года. Также был избран новый председатель Скупщины. Вместо отправленного в отставку Алексы Бечича от партии «Демократическая Черногория» должность заняла Даниэла Джурович от Социалистической народной партии.
В августе 2022 года Дритан Абазович подписал основополагающее соглашение, урегулирующие отношения государства с Сербской православной церковью. По мнению Абазовича, соглашение должно закрыть противоречивый вопрос, долго разделявший черногорское общество, а также обеспечить равенство всех религиозных организаций, поскольку основополагающие соглашения с другими конфессиями были давно заключены. Крайне негативно к подписанию соглашения отнеслись президент Черногории Мило Джуканович и его партия ДПСЧ, считая, что это соглашение, наоборот, разделяет общество, угрожает национальной идентичности и увеличивает влияние Сербии на политику Черногории. В ответ на подписание соглашения депутаты от ДПСЧ и Социал-демократической партии Черногории потребовали провести голосование о доверии правительству Абазовича. 19 августа 2022 года Скупщина отправила правительство Абазовича в отставку 50 голосами против одного. Депутаты от ДПСЧ, «Демократической Черногории», Социал-демократической партии Черногории, «Социал-демократов Черногории», Боснякской партии, Демократического союза албанцев и консервативной «Единой Черногории» голосовали за отставку. Просербский Демократический фронт, Социалистическая народная партия Черногории и партия премьер-министра «Объединённое реформистское действие» в голосовании не участвовали. Единственным депутатом, высказавшимся против отставки правительства, стала Даниэла Джурович от Социалистической народной партии. Дритан Абазович продолжил исполнять обязанности премьер-министра Черногории до формирования нового правительства, которое состоялось уже после парламентских выборов, прошедших 11 июня 2023 года.
Согласно закону, Скупщина должна выдвинуть нового кандидата на должность премьер-министра в течение 30 дней после отставки предыдущего премьер-министра. У кандидата на должность премьер-министра есть 90 дней на то, чтобы предложить и утвердить в парламенте новое правительство. При нарушении этого срока президент Черногории может распустить Скупщину и назначить досрочные парламентские выборы. После вотума недоверия правительству Абазовича 19 августа блоки, поддерживавшие правительство Кривокапича после парламентских выборов 2020 года, вновь согласились сформировать правящую коалицию. 19 сентября 2022 года в последний день срока, отведённого законом на согласование кандидатуры премьер-министра, коалиция выдвинула Миодрага Лекича, депутата Скупщины от партии «Демократический союз» (ДЕМОС), входившей в блок «Мир — наша нация», и участника президентских выборов 2013 года. Однако ссылаясь на процедурные нарушения (отсутствие подписей как минимум 41 депутата в поддержку кандидата, собранных в установленный тридцатидневный срок), президент Мило Джуканович отказался поручить Миодрагу Лекичу формирование правительства. В ответ на это парламент внёс поправки в закон о президенте, которые позволяют Скупщине самостоятельно абсолютным большинством голосов (не менее 41 голоса) назначить премьер-министра, если президент необоснованно отказывается это сделать. Конституционность этих поправок вызвала сомнения у оппозиции и президента Черногории, однако проверить её оказалось невозможно из-за отсутствия кворума в Конституционном суде, образовавшегося после нескольких отставок и неспособности парламента договориться о назначении новых судей.
29 декабря 2022 года правящая коалиция использовала право, данное внесёнными поправками в закон о президенте, и поручила Миодрагу Лекичу сформировать новое правительство. Однако из-за разногласий внутри правящей коалиции Лекич не смог согласовать состав кабинета. 16 марта 2023 года по истечении отведённых на это по закону 90 дней президент Мило Джуканович распустил Скупщину за несколько дней до первого тура президентских выборов (19 марта), в которых Джуканович участвовал как один из кандидатов.. Досрочные выборы в Скупщину были назначены на 11 июня 2023 года. 41 депутат от правящей коалиции обратились в Конституционный суд, потребовав отменить указ о роспуске парламента до избрания нового президента страны. Конституционный суд к тому моменту уже функционировал после назначения Скупщиной 27 февраля 2023 года трёх судей в дополнение к трём действовавшим, однако не смог принять решение по обращению депутатов из-за равенства числа голосов судей в пользу и против требования.
Отмеченные процессы происходили на фоне падения популярности ДПСЧ и ряда электоральных поражений после парламентских выборов 2020 года на местных выборах в 2020, 2021 и 2022 годах. Так, на выборах в Подгорице 23 октября 2022 года ДПСЧ потеряла контроль над городским законодательным собранием впервые с 1990-х годов. Неожиданного успеха на выборах в Даниловграде и Подгорице добилось движение «Европа сейчас!», основанное только в сентябре 2022 года бывшими министрами правительства Здравко Кривокапича Милойко Спаичем и Яковом Милатовичем. Яков Милатович возглавлял избирательный список движения «Европа сейчас!» на выборах в законодательное собрание Подгорицы и мог стать первым за 30 лет мэром города не от ДПСЧ. Однако из-за жалоб участников выборов, направленных в Конституционный суд, который не функционировал вследствие отсутствия кворума, итоги выборов в Подгорице не были подведены до начала кампании по выборам президента. Яков Милатович принял участие в президентских выборах от движения «Европа сейчас!», смог выйти во второй тур вместе с действующим президентом Мило Джукановичем и в итоге победил, набрав почти 59 % голосов против 41 % у Джукановича. Мэром Подгорицы вместо Милатовича стала представительница движения «Европа сейчас!» Оливера Иньяц, первая женщина на этой должности и также бывший министр правительства Здравко Кривокапича, отвечавшая за оборону.
После первого тура президентских выборов основные политические силы страны разделились по вопросу, кого из кандидатов следует поддержать во втором туре. Три из пяти выбывших кандидатов Андрия Мандич от Демократического фронта, Алекса Бечич, лидер партии «Демократическая Черногория», и Горан Данилович от партии «Единая Черногория» призвали сторонников голосовать за Якова Милатовича. В поддержку Милатовича выступили бывший премьер-министр Здравко Кривокапич, в правительстве которого Яков Милатович был министром; действующий премьер-министр Дритан Абазович; выдвинутый на должность премьер-министра парламентским большинством Миодраг Лекич; а также Социалистическая народная партия. Кроме того, предпочтение Милатовичу отдали некоторые партии национальных меньшинств: просербская «Истинная Черногория», Партия правды и примирения (бывший Боснякский демократический союз Санджака) и партия «Албанская альтернатива». Сербская православная церковь в Черногории, намекая на целесообразность голосования за Якова Милатовича, выступила с заявлением о необходимости положить конец правлению президента Мило Джукановича, который, по мнению церкви, проводит антицерковную политику. В свою очередь, в поддержку действующего президента Мило Джукановича высказался один выбывший кандидат Йован Радулович, занявший в первом туре последнее место; традиционные политические союзники Джукановича Либеральная партия Черногории и партия «Социал-демократы Черногории»; Социал-демократическая партия Черногории; а также партии, представляющие интересы национальных меньшинств: Боснякская партия, «Хорватская гражданская инициатива», проалбанская Демократическая партия и Демократический союз албанцев.

## Избирательная система
81 депутат Скупщины Черногории избирается по пропорциональной системе с закрытыми партийными списками в едином общенациональном избирательном округе. Мандаты распределяются по методу Д’Ондта с электоральным барьером, равным 3 %. При этом для партий и коалиций национальных меньшинств, составляющих не более 15 % от всей численности населения, существует особое правило, предусматривающее снижение барьера до 0,7 % (максимум три места в парламенте суммарно для всех партий или коалиций меньшинств, набравших более 0,7 %, но менее 3 %). Кроме того, исключение составляют этнические хорваты: если ни один список, представляющий хорватское меньшинство, не преодолевает порог в 0,7 %, список с наибольшим количеством голосов получает одно место в Скупщине, если наберёт более 0,35 % от общего числа голосов.
Избирательная администрация разделена на три уровня: Государственную избирательную комиссию (ГИК), 25 муниципальных избирательных комиссий (МИК) и 1154 участковых избирательных комиссий (УИК). ГИК и МИК — это постоянные органы избирательной администрации. ГИК состоит из председателя и 10 членов комиссии. Председатель независимо от политической принадлежности назначается парламентом. Четырёх членов ГИК номинирует парламентское большинство, четырёх — парламентская оппозиция, один представляет гражданское общество, и ещё один предлагается партией национального меньшинства, набравшей наибольшее количество голосов на прошлых парламентских выборах. МИК состоят из председателя и четырёх членов, назначаемых соответствующим муниципальным советом после муниципальных выборов. Председателя номинирует партия, получившая большинство голосов на предыдущих муниципальных выборах, двух членов предлагает большинство в местном совете, а ещё двух оппозиция. Состав УИКов определяет соответствующая муниципальная комиссия перед каждыми выборами пропорционально представительству политических партий в соответствующем муниципальном совете. Общее требование к членам комиссий на всех уровнях — наличие юридического образования На время избирательной кампании к составу избирательных комиссий на всех уровнях могут присоединяться по одному представителю от участвующих в выборах списков, которые получают право голоса наравне с постоянными членами комиссии.
Право голоса предоставлено всем гражданам Черногории старше 18 лет, имеющим постоянное место жительство в стране не менее 24 месяцев до дня голосования. Голосование за пределами страны не предусмотрено. Список избирателей составляет и обновляет министерство внутренних дел. Граждане могут проверить корректность своих данных в списке избирателей либо на специальном сайте в сети интернет, либо лично через отделения министерства внутренних дел и потребовать внесения изменений в случае обнаружения некорректной информации не позднее, чем за 15 дней до дня голосования. Представители партий и коалиций, участвующих в выборах, а также аккредитованные наблюдатели также имеют право инспектировать избирательные списки. Министерство внутренних дел завершило подготовку избирательных списков 31 мая 2023 года, сообщив, что не получало запросов на корректировку информации от избирателей или участников выборов. Всего перед настоящими парламентскими выборами в список избирателей включены 542 468 человек.
В выборах имеют право участвовать политические партии, коалиции политических партий и инициативные группы избирателей. Списки кандидатов должны включать не менее 54 человек и должны соответствовать правилу о тридцатипроцентной гендерной квоте, согласно которому среди кандидатов в списке должно быть не менее 30 % лиц каждого пола. Для регистрации списка кандидатов необходимо собрать в его поддержку 4338 подписей избирателей, что составляет требуемые законом 0,8 % от числа зарегистрированных избирателей на прошлом электоральном событии. Партии, коалиции или инициативные группы, которые представляют национальные меньшинства, имеют послабления: они могут выдвигать список с меньшим количеством кандидатов (минимум 27) и собирать меньше подписей: 1000 для меньшинств, составляющих до 15 % от всего населения, и 300 для меньшинств, составляющих меньше 2 % населения. Каждый избиратель может поставить свою подпись в поддержку только одного избирательного списка. Распространена практика, когда партии, получив доступ к спискам избирателей, подделывают подписи в свою поддержку. Избиратели могут проверить онлайн, есть ли у ГИК информация об их подписи в поддержку какого-либо избирательного списка. Если оказывается, что подпись избирателя была использована без его согласия, то он может обратиться с жалобой в прокуратуру, однако за такую подделку подписей избирателей не установлено наказания, а графологическая экспертиза может продолжаться месяцы до истечения срока давности за подделку.
Выдвижение списков кандидатов проходило с 7 апреля до 16 мая 2023 года. В целом из 17 поданных списков были зарегистрированы 15, из них четыре представляли национальные меньшинства: два албанских (Албанский форум и Албанский альянс), один боснякский (Боснякская партия) и один хорватский («Хорватская гражданская инициатива»).

## Участники выборов и избирательная кампания
По сравнению с выборами 2020 года произошли значительные изменения с партиями и коалициями, участвующими в выборах. Лидером общественного мнения стало движение «Европа сейчас!», созданное только в 2022 году. На парламентских выборах 2023 года в список движения были также включены представители других партий: «Единой Черногории» и Партии правды и примирения, представляющей боснякское меньшинство.
Из крупнейшего блока «За будущее Черногории», входящего в правящую коалицию, вышли несколько партий. Социалистическая народная партия Черногории объявила, что будет баллотироваться самостоятельно. Основа блока «За будущее Черногории» Демократический фронт, объединявший политические силы, ориентировавшиеся на Сербию и сербов в Черногории, был распущен после 11 лет функционирования. Движение за перемены объявило, что будет баллотироваться отдельно, так как основная цель фронта — отстранение от власти Мило Джукановича — выполнена, и что без этого движения Демократический фронт не может участвовать в выборах под своим названием. По сообщениям СМИ, разлад между союзниками произошёл из-за несогласия по распределению кандидатов в общем списке. Три партии, входившие в Демократический фронт: «Новая сербская демократия», Демократическая народная партия и Рабочая партия — согласились участвовать в выборах совместно в составе блока «За будущее Черногории».
Другой блок, входивший в правящую коалицию, «Мир — наша нация» также был распущен. Основа блока — партия «Демократическая Черногория» под руководством бывшего председателя Скупщины Алексы Бечича объединилась с партией действующего премьер-министра Дритана Абазовича «Объединённое реформистское действие» в предвыборную коалицию «Алекса и Дритан – Рассчитывайте смело!». Партия «ДЕМОС», входившая в блок «Мир — наша нация» и возглавляемая выдвинутым парламентским большинством на должность премьер-министра Миодрагом Лекичем, вышла из блока и сформировала предвыборную коалицию с Социалистической народной партией.
Основные оппозиционные партии в уходящем созыве парламента: ДПСЧ, «Социал-демократы Черногории» и Социал-демократическая партия — сменили руководителей. ДПСЧ вместо проигравшего президентские выборы Мило Джукановича, возглавил Даниэль Живкович. Для участия в выборах ДПСЧ объединилась в коалицию «Вместе! За будущее, что принадлежит тебе» с партией «Социал-демократы Черногории», Демократическим союзом албанцев, представляющим интересы албанского меньшинства, и Либеральной партией Черногории. Председательница Социал-демократической партии Драгиня Вуксанович ушла в отставку после неудовлетворительных результатов первого тура президентских выборов, её должность в партии занял Рашко Коньевич.
Бывший премьер-министр Здравко Кривокапич и бывший глава Агентства по национальной безопасности Деян Вукшич основали Христианско-демократическое движение — проевропейскую политическую силу, целью которой является примирение этнических сербов и черногорцев на основе христианских ценностей. В выборах Христианско-демократическое движение участвовало в так называемой Народной коалиции вместе с национал-консервативными и сербско-националистическими силами «Истинная Черногория», «Свободная Черногория» и Демократическая сербская партия.
Партии, представляющие интересы албанского меньшинства, переформатировали существующие коалиции и в итоге выступили на выборах в виде двух блоков: Албанский форум в составе партии «Албанская альтернатива», Албанской демократической лиги и Албанского национального союза, а также Албанский альянс в составе Новой демократической силы, Демократической партии и Демократической лиги в Черногории.
Закон о политическом финансировании позволяет участникам начать избирательную кампанию после назначения выборов, если они открыли специальный банковский счёт. После регистрации списка кандидатов можно вести агитацию в электронных СМИ. Поначалу кампания протекала неактивно из-за правовой неопределённости о дате голосования и поздней регистрации участников, но стала более заметной за две недели до голосования. Официальная инаугурация Якова Милатовича в качестве президента Черногории 20 мая 2023 года и празднования дня независимости Черногории 21 мая стали первыми случаями, когда участники выборов организовали масштабные предвыборные мероприятия.
Избирательная кампания была конкурентной, и избиратели могли сделать хорошо информированный выбор. Экономика была ключевой проблемой, обсуждавшейся в предвыборной кампании, в отличие от предыдущих выборов, на которых доминировали вопросы идентичности и внешнеполитического вектора. Демократическая партия социалистов Черногории, Социал-демократическая партия Черногории, а также коалиция Социалистической народной партии Черногории и «ДЕМОСа» подчёркивали важность европейской интеграции, тогда как коалиция Алекса и Дритан – Рассчитывайте смело!, состоящая из «Демократической Черногории» и «Объединённого реформистского действия», и Движение за перемены делали упор на борьбу с коррупцией и организованной преступностью. 26 мая 2023 года Милан Кнежевич, лидер Демократической народной партии, посетил в Белграде митинг «Сербия надежды», организованный в поддержку сербского президента Александра Вучича, на котором высоко оценил сербское братство и заявил о чрезмерном влиянии иностранных посольств в политике Черногории. После беспорядков на севере Косова 29 мая 2023 года некоторые участники выборов в парламент Черногории приняли активное участие в демонстрациях в поддержку косовских сербов, прибегая к агрессивной риторике о необходимости защиты традиционных и религиозных ценностей от зарубежного влияния. 31 мая 2023 года представители Социалистической народной партии Черногории и Народной коалиции участвовали в соответствующем шествии в Подгорице, где собрались несколько сотен человек. 1 июня 2023 года блок «За будущее Черногории» организовал в Никшиче демонстрацию в поддержку сербов в Косове, которая получила благословение Сербской православной церкви.
6 июня 2023 года разразился скандал с предполагаемым финансированием избирательной кампании движения «Европа сейчас!» беглым корейским предпринимателем и разработчиком рухнувших криптовалют Квоном До. Квон До был арестован в Черногории в марте 2023 года при попытке покинуть страну по поддельным документам. 6 июня Квон До написал письмо из черногорского следственного изолятора, где заявил об очень успешных инвестиционных отношениях с лидером движения «Европа сейчас!» и о предоставлении друзьями из криптоиндустрии финансирования для избирательной кампании движения в обмен на лояльные условия для криптовалют в будущем. Премьер-министр Дритан Абазович созвал заседание Национального комитета безопасности по данному вопросу и отметил, что въезд Квон До на территорию Черногории не был никак оформлен, как и отсутствовали данные о регистрации в гостиницах, из чего можно сделать вывод, что у Квон До есть помощники внутри страны. Министр внутренних дел Черногории Филип Аджич заявил, что у него имеется оперативная информация о том, что Милойко Спаич встречался с Квон До в 2022 году в Белграде уже после того, как Интерпол выдал ордер на его арест. Национальный комитет безопасности призвал прокуратуру расследовать связи иностранного криптосообщества с политическими партиями и отмыванием денег в Черногории. Милойко Спаич отверг обвинения в иностранном финансировании избирательной кампании движения «Европа сейчас!», но подтвердил, что он знаком с Квон До с 2018 года и инвестировал в связанный с предпринимателем фонд, работавший в Сингапуре. Однако, по словам Спаича, Квон До обманул вкладчиков, поэтому Спаич встречался с Квон До в Белграде, чтобы вернуть деньги. «Европа сейчас!» призвала Агентство по предотвращению коррупции провести независимое расследование, чтобы опровергнуть слухи о незаконном финансировании избирательной кампании движения, а также подала иск против премьер-министра Дритана Абазовича и министра внутренних дел Черногории Филипа Аджича за распространение недостоверной информации.

## Результаты
| |                                                 |                    |        |                     |           |  |
| Партия/коалиция | Партия/коалиция                                 | Количество голосов | %      | Количество мандатов | Изменение |  |
| | Европа сейчас!                                  | 77 203             | 25,53  | 24                  | новая     |  |
| | Вместе! (ДПСЧ-СДЧ-ДСА-ЛПЧ)                      | 70 228             | 23,22  | 21                  | ▼13       |  |
| | «За будущее Черногории» (НСД-ДНП-РП)            | 44 565             | 14,74  | 13                  | ▼2        |  |
| | Алекса и Дритан – Рассчитывайте смело! (ДЧ-ОРД) | 37 730             | 12,48  | 11                  | ▼1        |  |
| | Боснякская партияM                              | 21 423             | 7,08   | 6                   | ▲3        |  |
| | СНПЧ — ДЕМОС                                    | 9 472              | 3,13   | 2                   | ▼4        |  |
| | Социал-демократическая партия                   | 9 010              | 2,98   | 0                   | ▼2        |  |
| | Справедливость для всех                         | 8 380              | 2,77   | 0                   | новая     |  |
| | Албанский форумМ (АА-АДЛ-АНС)                   | 5 767              | 1,91   | 2                   | ▲2        |  |
| | Поворот к безопасной Черногории                 | 4 833              | 1,60   | 0                   | новая     |  |
| | Албанский альянсМ (FORCA-ДП-ДЛЧ)                | 4 512              | 1,49   | 1                   | ▼1        |  |
| | Народная коалиция (ХДД-ИЧ-СЧ-ДСП)               | 3 630              | 1,20   | 0                   | ▼1        |  |
| | Хорватская гражданская инициативаМ              | 2 226              | 0,74   | 1                   | ▲1        |  |
| | ДЗП                                             | 1 933              | 0,66   | 0                   | ▼5        |  |
| | Да, мы можем! За гражданскую Черногорию         | 1 464              | 0,48   | 0                   | новая     |  |
| Всего | Всего                                           | 302 436            | 100,00 | 81                  | —         |  |
| |                                                 |                    |        |                     |           |  |
| Действительные голоса                                                                                                | Действительные голоса                           | 302 436            | 99,05  |                     |           |  |
| Недействительные голоса                                                                                              | Недействительные голоса                         | 2 890              | 0,95   |                     |           |  |
| Всего | Всего                                           | 305 326            | 100    |                     |           |  |
| Избиратели/явка | Избиратели/явка                                 | 542 468            | 56,28  |                     |           |  |
| Источник: Окончательные результаты ГИК                                                                               |                                                 |                    |        |                     |           |  |
| M означает избирательный список национального меньшинства, для которого применяется пониженный электоральный барьер. |                                                 |                    |        |                     |           |  |

Notes
1. ↑  включая кандидатов от партии «Социал-демократы Черногории[англ.]», Демократического союза албанцев[англ.] и Либеральной партии Черногории[англ.]
2. ↑  Суммарное число мест, полученных ДПСЧ (29), «Социал-демократами Черногории[англ.]» (3), Демократическим союзом албанцев[англ.] (1) и Либеральной партией[англ.] (1) на выборах 2020 года
3. ↑  Суммарное число мандатов, полученных партиями «НСД» (9), ДНП[англ.] (5) и РП[англ.] (1) на выборах 2020 года
4. ↑  Суммарное число мандатов партий «Демократическая Черногория» (9) и «ОРД[англ.]» (3), полученных на выборах 2020 года
5. ↑  Суммарное число мест, полученных СНПЧ (5) и «ДЕМОСом» (1) на выборах 2020 года
6. ↑  По сравнению с суммарным числом мест, полученных ДПСЧ (29), «Социал-демократами Черногории[англ.]» (3), Демократическим союзом албанцев[англ.] (1)  и Либеральной партией[англ.] (1) на выборах 2020 года
7. ↑  По сравнению с суммарным числом мандатов, полученных партиями «НСД» (9), ДНП[англ.] (5) и РП[англ.] (1) на выборах 2020 года
8. ↑  По сравнению с суммарным числом мандатов, полученных партиями «Демократическая Черногория» (9) и «ОРД[англ.]» (3) на выборах 2020 года
9. ↑  По сравнению с суммарным числом мест, полученных СНПЧ (5) и «ДЕМОСом» (1) на выборах 2020 года
10. ↑  По сравнению с одним мандатом, полученным партией «Истинная Черногория[англ.]» на выборах 2020 года

## Последствия
Относительное большинство депутатских мандатов (24 из 81) в Скупщине получило движение «Европа сейчас!», однако этого недостаточно для самостоятельного формирования правительства. Лидер движения Милойко Спаич заявил, что готов участвовать в переговорах о создании правящей коалиции после подведения окончательных итогов выборов. При этом Милойко Спаич исключил участие в переговорах бывшей правящей Демократической партии социалистов Черногории и партии действующего премьер-министра Дритана Абазовича «Объединённое реформистское действие» из-за участия Абазовича в распространении слухов о финансировании движения «Европа сейчас!» арестованным корейским предпринимателем Квон До. По мнению Спаича, чиновники от «Объединённого реформистского действия» в правительстве намеренно сфабриковали негативную кампанию против движения «Европа сейчас!», чтобы понизить его рейтинг и дискредитировать лидера списка.
Окончательные результаты выборов, прошедших 11 июня, были объявлены ГИК 14 июля 2023 года. Задержка более чем на месяц была вызвана обращениями участников выборов в избирательные комиссии и Конституционный суд по поводу предполагаемых нарушений в ходе голосования. По сообщениям СМИ, после опубликования итогов выборов Милойко Спаич провёл консультации с представителями партии «Демократическая Черногория», Социалистической народной партии и партий национальных меньшинств. Руководство партии «Европа сейчас!» также решило попытаться включить в формируемую правящую коалицию просербский блок «За будущее Черногории». 19 июля 2023 года партия «Европа сейчас!» сформулировала десять принципов будущего правительства, а также предложила распределение министров в новом правительстве. Согласно предложению в правительство войдут 22 министра и четыре заместителя премьер-министра, а распределение министров в новом кабинете должно быть пропорционально результатам выборов. Новое правительство должно быть привержено проведению экономических преобразований, разработке электоральной реформы для исправления избирательного законодательства к следующему избирательному циклу, а также поддержке членства Черногории в Организации Североатлантического договора и ускорению европейской интеграции. Представители национальных меньшинств попросили усилить в программе правительства поддержку национальных меньшинств, предусмотрев конкретные действия по расширению их прав.
27 июля было проведено первое заседание нового созыва Скупщины, однако ни один кандидат не был выдвинут на должность председателя парламента, поскольку партии ожидали завершения коалиционных переговоров и распределения должностей между участниками правительства. Дальнейшие заседания Скупщины были отложены до формирования правящей коалиции.
После первого заседания Скупщины президент Черногории по закону имеет 30 дней на то, чтобы поручить формирование правительства кандидату, имеющему поддержку большинства депутатов. Яков Милатович начал консультации с парламентскими партиями 31 июля и завершил их 9 августа. 10 августа президент поручил Милойко Спаичу, лидеру движения «Европа сейчас!», сформировать правительство. Яков Милатович указал, что поддержку кандидатуре Спаича как главе будущего правительства оказали 44 депутата Скупщины от движения «Европа сейчас!» с партнёрами (24 мандата), «Демократической Черногории» (7 мандатов), Боснякской партии (6), Социалистической народной партии (2), «Албанской альтернативы» (1), Албанской демократической лиги (1), Демократического союза албанцев (1), FORCA (1) и «Хорватской гражданской инициативы» (1). Кроме того, президент отметил, что депутаты блока «За будущее Черногории» потенциально согласны поддержать Спаича в случае достижения соглашения с ними о формировании правительства, а «Социал-демократы» заявили, что было бы логично, если бы Милойко Спаич как лидер победившей на выборах коалиции получил мандат на формирование правительства. В соответствии с конституцией кандидат, получивший от президента право на формирование правительства, в течение 90 дней должен сформировать кабинет министров и утвердить его в парламенте.
Для успешного исполнения предвыборных обещаний Милойко Спаичу недостаточно получить абсолютное большинство в 41 голос в поддержку нового правительства. Для проведения изменений избирательной системы или судебной реформы, которая требуется Черногории в рамках обязательств по присоединению к Европейскому союзу для закрытия переговорных глав 23 и 24, необходимо одобрение как минимум 49 депутатов. Получение такой поддержки возможно только при формировании коалиции, включающей партии различных взглядов: от просербского блока «За будущее Черногории» до партий национальных меньшинств. При этом некоторые партии национальных меньшинств, например, «Хорватская гражданская инициатива» и Боснякская партия, заявили, что не видят для себя возможности участвовать в одном правительстве с блоком «За будущее Черногории».
19 октября 2023 года было подписано коалиционное соглашение лидерами движения «Европа сейчас!», блока «За будущее Черногории», партии «Демократическая Черногория», Социалистической народной партии, гражданского союза «Цивис» (избранного по списку движения «Европа сейчас!») и албанских партий, входящих в блоки «Албанский форум» и «Албанский альянс». По соглашению Милойко Спаич займёт должность премьер-министра, в новом правительстве движение «Европа сейчас!» получит ещё десять министерских портфелей. Партия «Демократическая Черногория» будет представлена в правительстве двумя заместителями премьер-министра и четырьмя министрами, Социалистическая народная партия Черногории двумя министрами, «Албанский форум» заместителем премьер-министра и одним министром, «Цивис» заместителем премьер-министра и «Албанский форум» одним министром. Лидер блока «За будущее Черногории» Андрия Мандич получит должность председателя Скупщины. При этом партия «Новая сербская демократия» и Демократическая народная партия, входящие в блок «За будущее Черногории», не получат министерских портфелей на первом этапе, но смогут войти в правительство в конце 2024 года и претендовать на должности заместителя премьер-министра и четырёх министров в рамках запланированного переформатирования кабинета. 30 октября Скупщина избрала Андрию Мандича председателем 49 голосами «за» без голосов «против». Оппозиция, состоящая из Демократической партии социалистов Черногории, партии «Социал-демократы Черногории», Боснякской партии и Демократического союза албанцев, бойкотировала голосование. 31 октября предложенный состав правительства был утверждён Скупщиной 46 голосами при 19 против и одном воздержавшемся. Депутаты от Боснякской партии и партии действовавшего премьер-министра Дритана Абазовича «Объединённое реформистское действие» не участвовали в голосовании.